# الدوري الجنوبي لكرة القدم 1907–08
الدوري الجنوبي لكرة القدم 1907–08 (بالإنجليزية: 1907–08 Southern Football League)‏ هو موسم من الدوري الجنوبي الممتاز. فاز فيه كوينز بارك رينجرز.